# Hradszky József
Hradszky József (Jozef Hradský; Korompa, 1827. február 20. – Szepeshely, 1904. november 6.) szepesi kanonok, történész.

## Élete
Liptói és árvai szlovák családból származott. A hat gimnáziumi osztályt 1843-ban fejezte be, majd a szepesi egyházmegye papnövendékei közé lépett. A VII. és VIII. (bölcseleti) osztályt a rozsnyói püspöki líceumban, a hittudomány négy évi tanfolyamát pedig a szepesi papnevelőben végezte. 1850. március 27-én miséspappá szentelték föl Rozsnyón, mivel a szepesi püspöki szék üresedésben volt. Segédlelkész volt Turdossinban és Liptószentmiklóson, ahol a plébános elhunytával plébános-helyettes is volt, ezután segédlelkész lett Szepesváralján. 1855-től lelkész, 1861-től plébános Izsákfalván, 1876-tól szepesváraljai lelkész. 1884-től szentszéki ülnök. 1889-ben a Háji szentlőrinci czímzetes apátságot kapta. 1891-től iglói plébános és 1893. december 30-tól szepesi kanonok lett.

## Művei
Méhészeti cikkei a Falusi Gazdában (1861–1868), a Kerti Gazdaságban (1861–1862), a Magyar Kertészben (1863), a Kertészgazdában (1865–1866), a Falusi Gazda Naptárában (1865, 1868) és a Gazdasági Közlönyben (1869) jelentek meg. Szepes vármegye történetét feldolgozó cikkeket közölt az iglói Szepesi Lapokban, a késmárki Karpathen-Postban és számos egyéb periodikumban.
- 1861 A gyakorlati méhészet rövid vázlata, különös tekintettel Dzierzon módszerére. Pest (Kerti Gazdaság Könyvtára IV.)
- 1874 Ursprung der Namen Karpathen und Tatra. Magyar Kárpát-egylet Évkönyve
- 1874 Die Seen in den Central-Karpathen. Magyar Kárpát-egylet Évkönyve
- 1874 Allgemeiner Umriss der Bienenzucht in den Central-Karpathen und deren Umgebung. Magyar Kárpát-egylet Évkönyve
- 1875 A mongolok betörései Magyarországba és a Menedékkő. Magyar Kárpát-egylet Évkönyve II
- 1876 A Magas-Tátra nevei. Magyar Kárpát-egylet Évkönyve III
- 1884 Vándorlások a Szepességen. Szepesvár és annak környéke. Igló (magyarul és németül)
- 1885 Marcellvár és Markus-vár a Szepességen. Lőcse
- 1886 Szepesmegye helységnevei. Szepesmegyei Történelmi Társulat Évkönyve
- 1887 Szepes vármegye helységnevei. Lőcse
- 1888 Szepes vármegye a mohácsi vész előtt. Szepesváralja (Különnyomat a m. orvosok és természetvizsgálók Tátrafüreden tartott XXIV. vándorgyűlése alkalmából kiadott Emlékkönyvből. Toldalékkal: A nemes földbirtokosok. Mothmer szepesi prépost védrendelete 1273 évből. Szapolyai Imre síremlékét illetőleg)
- 1889 Schmauch Michael, Supplementum Analectorum Terrae Scepusiensis. Pars II. Szepesváralja
- 1891 Krátky obsah dejein farského r. kath. kostola v Spisskom-Podhradi z priležitosti novovystaveneho oltara bl. panny Marie. Szepesváralja (szlovák imakönyv)
- 1895 A XXIV királyi plébános testvérülete (XIV. Regalium plebanorum fraternitas) és a reformatio a Szepességen. Miskolcz
- 1895 A szepesi "Tíz-lándsások széke" vagy a "Kisvármegye" története. Lőcse (A szepesmegyei történelmi társulat által kiadott millenniumi díszmunkában)
- 1902 Initia progressus ac praesens status capituli ad S. Martinum E. G. de Monte Scepusic... Szepesváralja

A Magyar Kárpát-egyesület által a magas Tátra és határos előalpesi térképe Kézsmárk, 1876. című munka fölülvizsgálatával is megbízták